# María José Cristerna
María José Cristerna (Jalisco, Guadalajara, 1976), conocida como la «Mujer vampiro» (en inglés: «Vampire Woman») o «Mujer Jaguar», es una abogada, empresaria, activista, artista friki y tatuadora profesional mexicana. 
Conocida por sus modificaciones corporales, también es la mujer más tatuada del mundo. Tiene el 96 % de su cuerpo tatuado, según el Libro Guinness de los récords. Es uno de los personajes más conocidos en el arte de los tatuajes.
Cristerna fue víctima de violencia doméstica y afirma que sus modificaciones son un signo de fuerza, valentía y liberación. Asiste a festivales y convenciones internacionales sobre tatuajes y modificaciones corporales, y también ha sido invitada a varios programas de televisión y eventos sobre suspensiones corporales.
Además aparece en un documental llamado Tabú Latinoamérica, emitido por el canal National Geographic.

## Biografía
María José Cristerna nació en el estado de Jalisco, Guadalajara (México), en 1976. Creció en medio de una familia religiosa, aunque a los 14 años empezó a modificar su cuerpo. Durante su matrimonio fue víctima de violencia familiar, motivo por el cual decidió modificar su cuerpo. Entre sus modificaciones destaca la lengua bífida, los implantes subdérmicos, tatuajes, pírsines, expansiones en las orejas, tatuaje ocular, escarificación, implante dental. Además de ser abogada, es empresaria y posee su propio estudio de tatuajes y una boutique donde vende su propia línea de ropa llamada «Mujeres vampiro».
La franquicia Ripley, ¡aunque usted no lo crea! le erigió una estatua en su museo, aunque existen otras en varios países como Estados Unidos, Inglaterra y México.